# أليكس دوغلاس
أليكس دوغلاس (بالإنجليزية: Alex Douglas)‏ (15 أبريل 1893 ببيرث في المملكة المتحدة - ) هو لاعب كرة قدم بريطاني في مركز نصف الجناح. لعب مع نادي كوينز بارك.